# 琿春市
琿春市（こんしゅん-し、満州語：ᡥᡠᠨᠴᡠᠨ
ᡥᠣᠲᠣᠨ、転写：huncun hoton）は中華人民共和国（中国）吉林省延辺朝鮮族自治州東端に位置する県級市。国境開放都市に指定されている。人口の40％以上を朝鮮族が占める。

## 地理
南は図們江を隔てて朝鮮民主主義人民共和国（北朝鮮）の羅先特別市と接し、東はロシア連邦の沿海地方と国境を接する。北は同じ自治州の汪清県、西は図們市である。日本海まで15kmで、ロシアのポシェット港やザルビノと鉄道（現在は貨物線のみ）で結ばれる。最高峰は汪清県との境に在る老斧峰（1477m）で、河川は図們江の他に琿春河・密江河・六道泡子がある。琿春市内の図們江で中国領の中州は、防川にある防川島、及び同島と圏河口岸の間にある古江沙洲である（四会島・隠渓島は朝鮮領）。

## 歴史

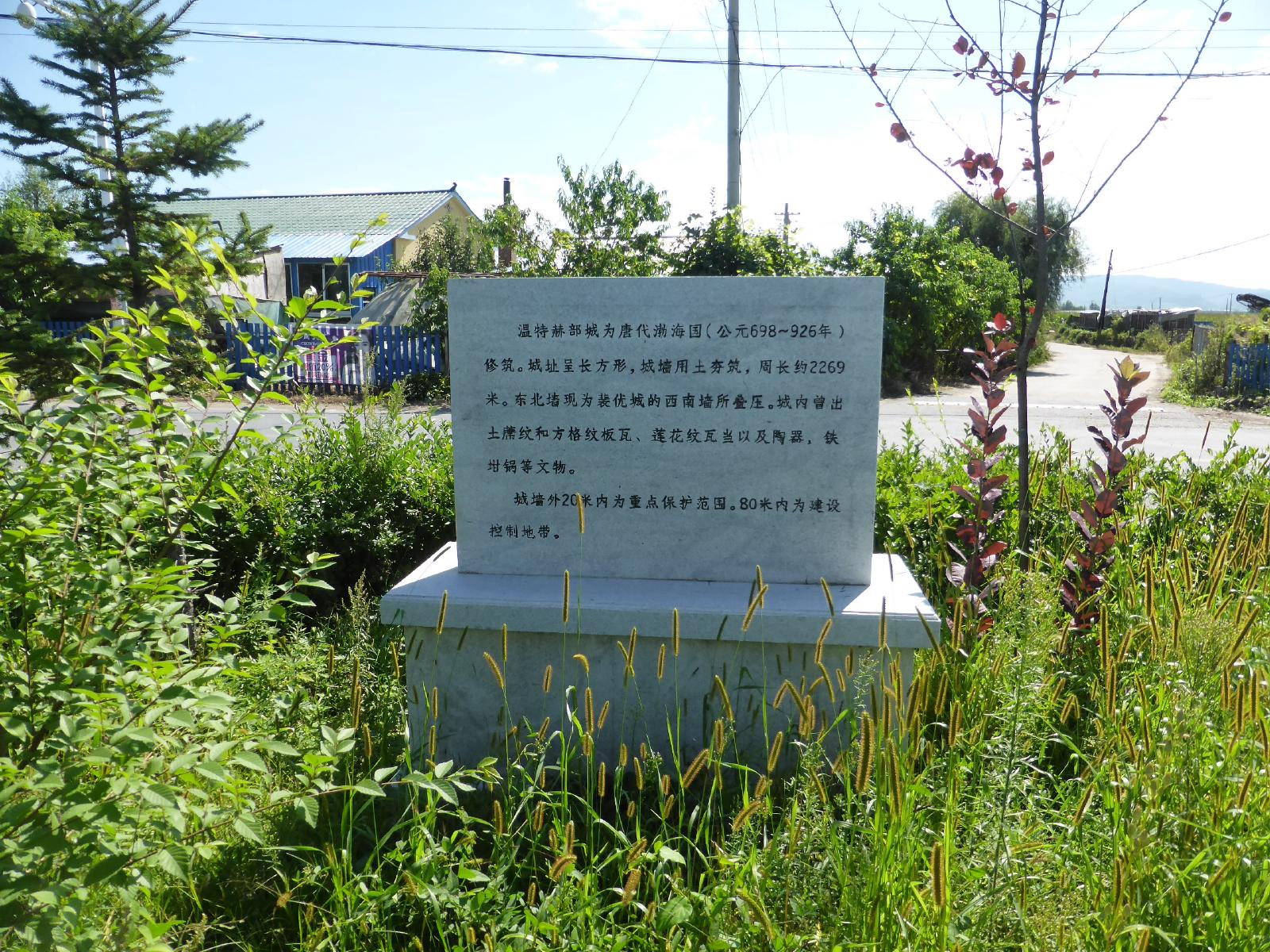
渤海時代の温特赫部城跡

高句麗時代には柵城府が置かれ、東方支配の拠点となった。8世紀に渤海はこの地に東京龍原府（琿春市八連城）を設置し、日本海を越えて日本に向かう海上ルートの拠点とした。渤海は日本海を南海と呼び、渤海使など日本向けの船の多くはポシェト湾から出発した。文王大欽茂の時代には一時都が置かれたこともあった（784年–793年）。その後、上京龍泉府（現在の黒竜江省牡丹江市寧安市渤海鎮）に遷都されている。渤海滅亡後は女真族の土地となった。
清朝時代には封禁令が発布された1644年（順治元年）以降、清朝により入植が厳しく制限されていた市域では1714年（康熙53年）に琿春協領（満洲語: huncun gūsai da）が設置され寧古塔副都統（満洲語: ningguta meiren i janggin yamun）の管轄とされた(『寧古塔地方鄉土志』)。1881年（光緒7年）、協領が廃止され新に琿春副都統（満洲語: huncun meiren i janggin yamun）を設置し入植を解禁、入植事業の進捗とともに人口が増加していった。
中華民国が成立すると1913年（民国2年）の庁制廃止と共に琿春県となる。1920年に琿春事件が起こる。1988年6月14日に県級市に昇格し琿春市と改称され現在に至っている。
- 1881年　琿春に招墾局が設置される。琿春辺荒事務候選府の李金鏞が図們江の北側を巡察する
- 1886年7月4日　中露は琿春議定書締結。豆満江河口から国境の距離を15キロと決め、中国は豆満江河口までの航行権を獲得。15キロ地点に土（Ｔ）界碑を立てる。この交渉にあたった呉大澂は「民族の英雄」とされている
- 1905年3月　ロシア軍が琿春から撤収する
- 1909年　清は琿春庁を設置
- 1910年12月11日　日本は間島総領事館琿春分館を設置
- 1920年9月12日　第1次琿春事件　中国人馬賊長好江らは約300～400名の兵力で琿春城を襲撃
- 1920年10月2日　第2次琿春事件　中国人馬賊は琿春の日本領事館を破壊し日本人13人と朝鮮人7人を射殺
- 1923年11月、中国は琿春で一部朝鮮人に対して中国服の着用を命令
- 1924年6月19日　琿春県は「帰化しない朝鮮人に対する土地没収の法令」を発布
- 1925年11月、琿春県知事、土地家屋の売買貸借には受諾証明を要求
- 1926年8月、琿春県知事は移住朝鮮人の調査と土地売買を取り締まる
- 1930年6月10日、琿春内地人会連合会、間島事件に関して警察力の増強を求める陳情書を日本政府・与党・軍部に送付
- 1932年4月6日、第19師団の茂山守備隊、歩兵74連隊の一部兵力、龍井、琿春方面へ「越北派兵」する
- 1933年4月、龍井の特務機関を移動改編し、琿春に朝鮮軍北方特務機関本部を設ける
- 1937年8月、天照大神を祀る琿春神社を建立
- 1937年　鳥山喜一が琿春市郊外にある八連城を渤海時代の「東京竜原府」と初めて推定
- 1938年12月　間島地区の管轄が朝鮮軍から関東軍に移る。朝鮮軍は北方特務機関の本部を琿春から延吉に後退させる。琿春には分派機関を設ける
- 1942年3月11日～4月28日、琿春県公署の満州国建国10周年記念事業として斎藤優によって半拉城（東京龍原府）の発掘調査が行われる
- 1942年4月、 岐阜県郡上市和良町から琿春県順義村に和良開拓団先遣隊員18人が派遣される
- 1944年6月1日、第4次小波義勇開拓団225人が琿春県崇礼村馬川子屯に入植
- 1945年8月9日、琿春県長は正午までに老幼婦女子は琿春街に避難するよう県内の日本人に命令。8月9日、琿春朝日開拓団では婦女子の避難開始。8月10日、ソ連軍、琿春県城に入る。9月12日～、ソ連軍は避難民の居住地復帰を命令。琿春から延吉に避難していた日本人も再び徒歩で琿春へ戻る。11月中旬～、琿春の収容所にいた日本人が英安炭坑の労働へ狩り出される
- 1946年　人民裁判で日本人3人を処刑
- 1946年8月31日　琿春地区在住の日本人に対して、9月2日に琿春を発ち帰国するよう命令が下る
- 1965年8月9日　台風の影響で延辺全域に大雨が降り、春県英安公社にある図們江中洲の島、奉天島に住む住民の生命・財産が危険となったため、解放軍が救助活動を展開し、奉天島の対岸、北朝鮮・訓戎里から島に残っていた74人全員を救助
- 1969年3月5日　「下放」で上海市の知識人青年2000人余りが初めて延吉に到着。延吉県と琿春県に配置される
- 1988年5月10日　中国は琿春県長嶺子を対ソ連国境貿易通関地として開放
- 1988年5月25日　国家民政部は琿春県を市に改めることを認可
- 1988年12月13日、吉林省は琿春開発区設立を認可する
- 1991年1月8日　江沢民総書記が琿春防川を訪問
- 1991年5月22日、琿春・沙坨子口岸からの「中朝日帰りツアー」が開設される
- 1991年6月15日、朱鎔基総理が琿春を視察
- 1991年8月7日、李鵬委員長が琿春を訪問
- 1991年11月18日、国務院が琿春市を甲級開放都市とし、公安部が琿春市を外国人に開放することを許可
- 1992年3月9日、琿春は国務院より国家級辺境開放地区に指定される。3月29日、琿春は国より対外開放都市に指定され、国務院と省政府より優遇政策を受けることになる。春、琿春・防川への海外報道陣の立ち入りを許可
- 1992年8月、中国政府は500万元を拠出し、琿春の敬通と防川を結ぶ道路「洋館坪大堤（堤防）」を再建。1957年の洪水で堤防が破壊された後、中国人はロシアの道を借りて敬通と防川の間を行き来していた
- 1992年12月　中露は「琿春～長嶺子～マハリノ～スハノフカ～ザルビノ」を結ぶ鉄道整備に関して調印
- 1993年　琿春で朝鮮族と漢族の人口比が逆転、漢族が優位を占める
- 1993年10月　鳥取県境港市は琿春と友好都市提携を結ぶ
- 1993年10月　琿春 ～長嶺子県間コンクリート道路が開通
- 1994年7月　北朝鮮の羅津市長一行が琿春を訪問し合作区を見学
- 1995年6月23日　江沢民が琿春を視察
- 1996年11月11日　吉林省政府は琿春防川地区を対外開放することを許可
- 1998年4月15日　琿春とロシア・スラビヤンカを結ぶトラックの貨物路線が開通
- 1998年5月5日　琿春とロシア・スラビヤンカを結ぶ旅客バスが正式に開通

## 行政区画
5街道、4鎮、3郷、2民族郷を管轄：

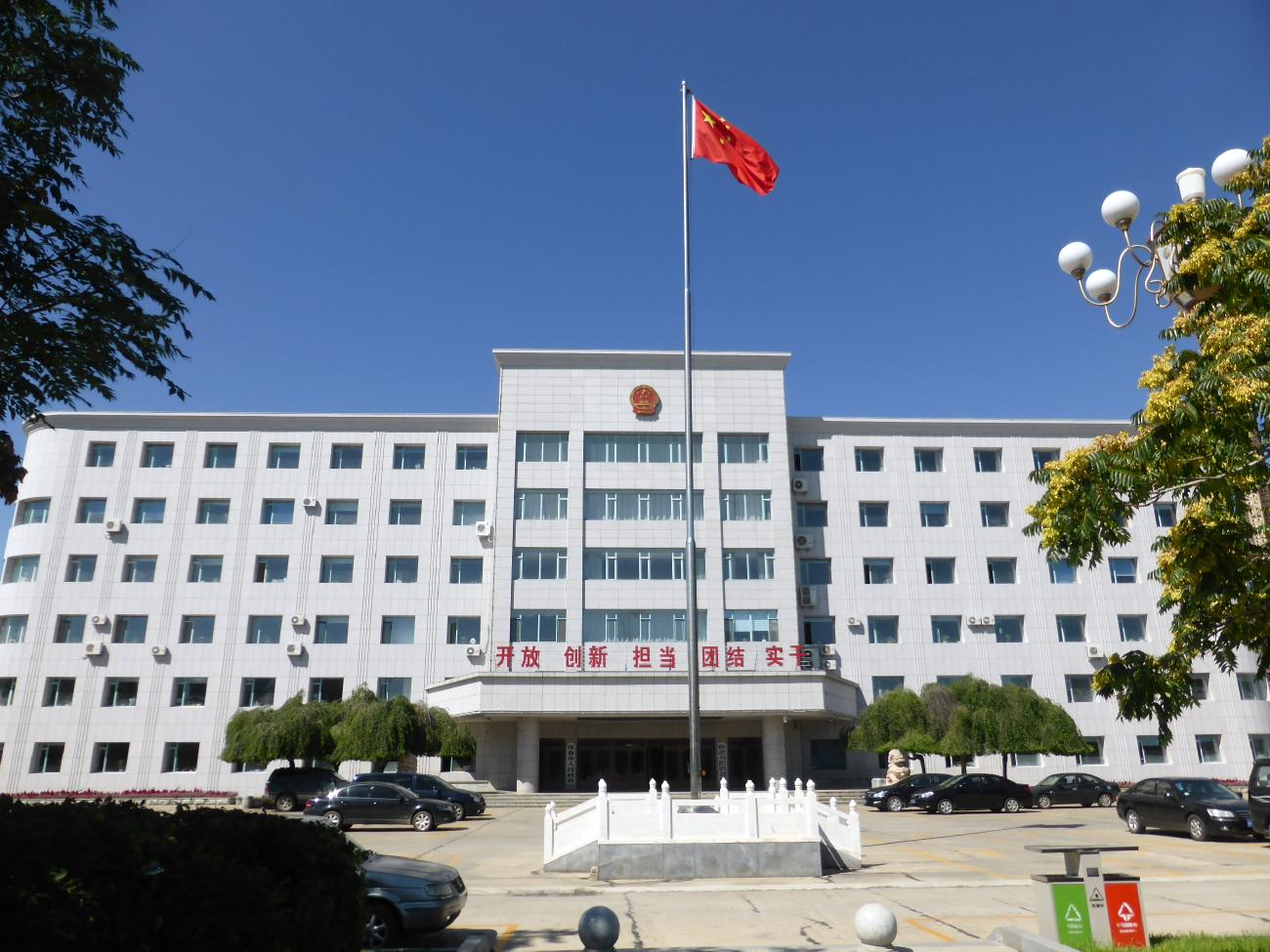
琿春市政府庁舎

- 街道弁事処：靖和街道、新安街道、河南街道、近海街道、海東街道
- 鎮：春化鎮、敬信鎮、板石鎮、英安鎮
- 郷：馬川子郷、密江郷、哈達門郷
- 民族郷：楊泡満族郷（yang poo manju i niru）、三家子満族郷（ilan boo manju gašan）

## 行政
- 1991年　開放都市に指定。
- 1992年　国境開放都市に指定。

## 交通

### 鉄道
- 中国国家鉄路集団
  - 長琿都市間鉄道

（長春方面）- 琿春駅
  - 図琿線

（図們方面）- 慶栄駅 - 涼水駅 - 琿春西駅 - 琿春南駅 - 長嶺子交接所/ロシア連邦国境

### 道路
- 高速道路
  - 琿烏高速道路
- 国道
  - G302国道
  - G331国道

### バス
- 琿春国際バスターミナル - 琿春駅の東隣にある。敷地面積3万4300m2に3階建てのターミナル。延辺朝鮮族自治州内の近距離路線と、吉林省・黒竜江省・遼寧省各地を結ぶ長距離路線、ならびにロシアと北朝鮮を結ぶ国際路線がある。

琿春バスターミナル
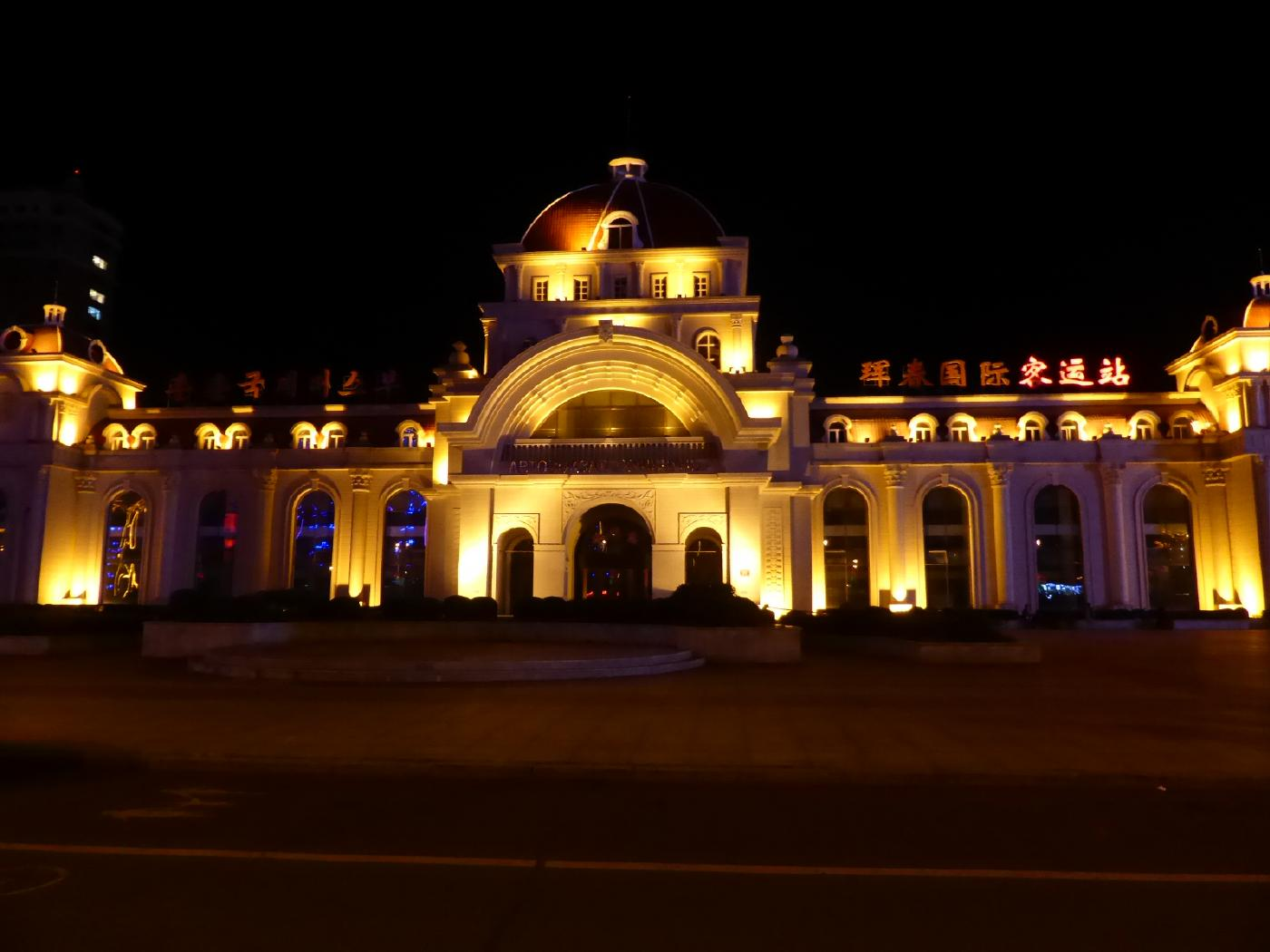
ライトアップされた外観
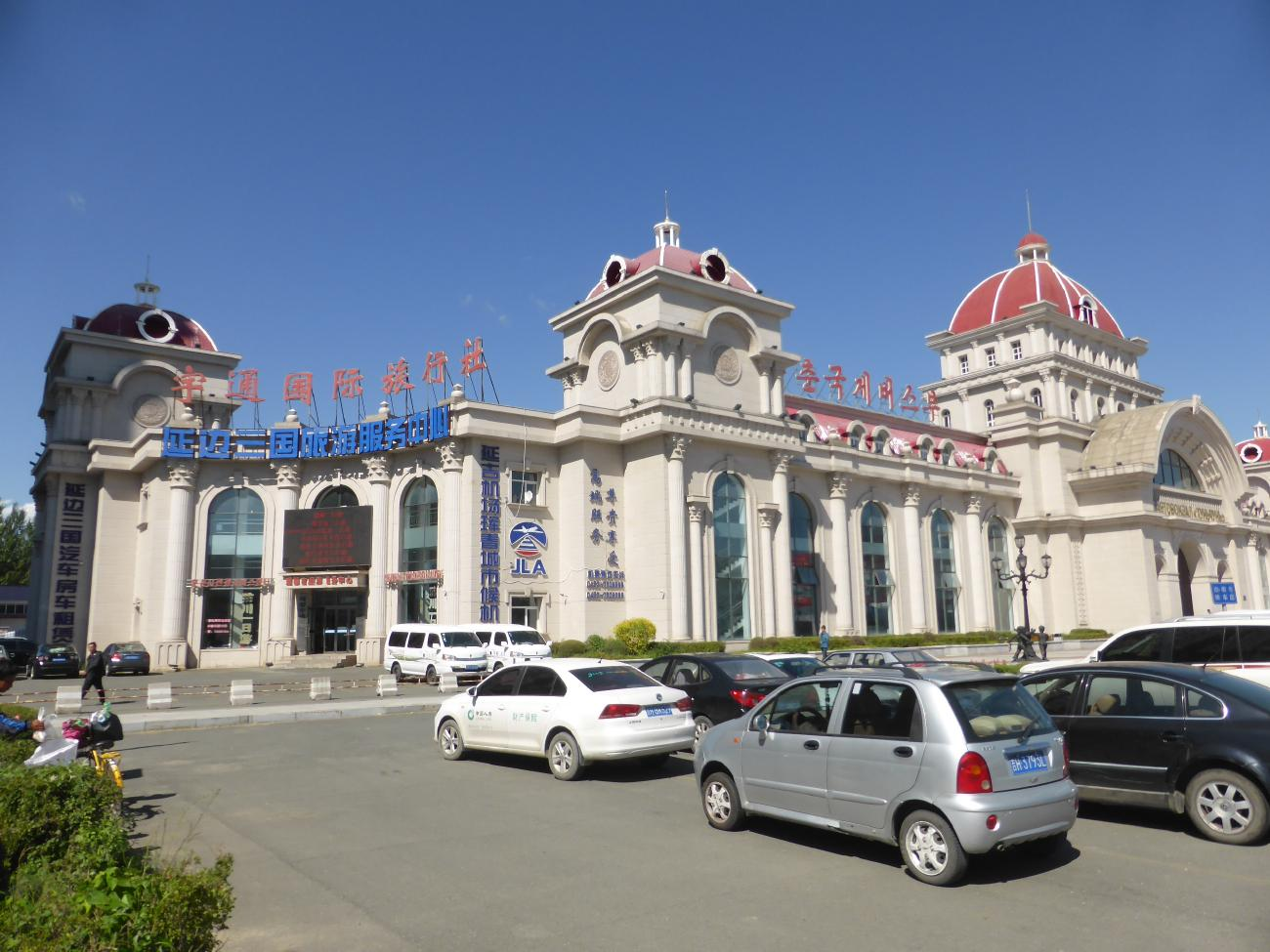
直結の旅行社
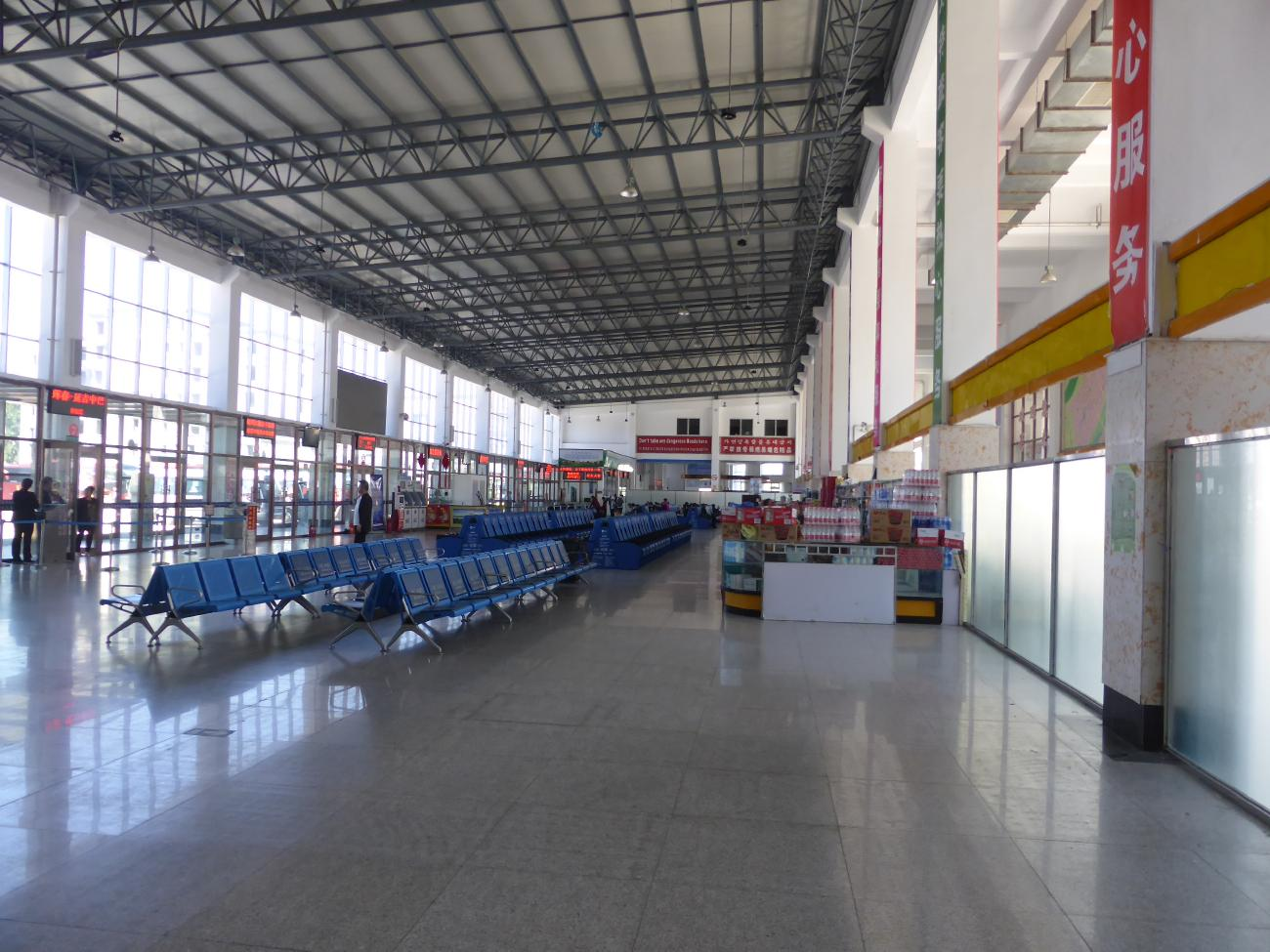
建物内の待合所
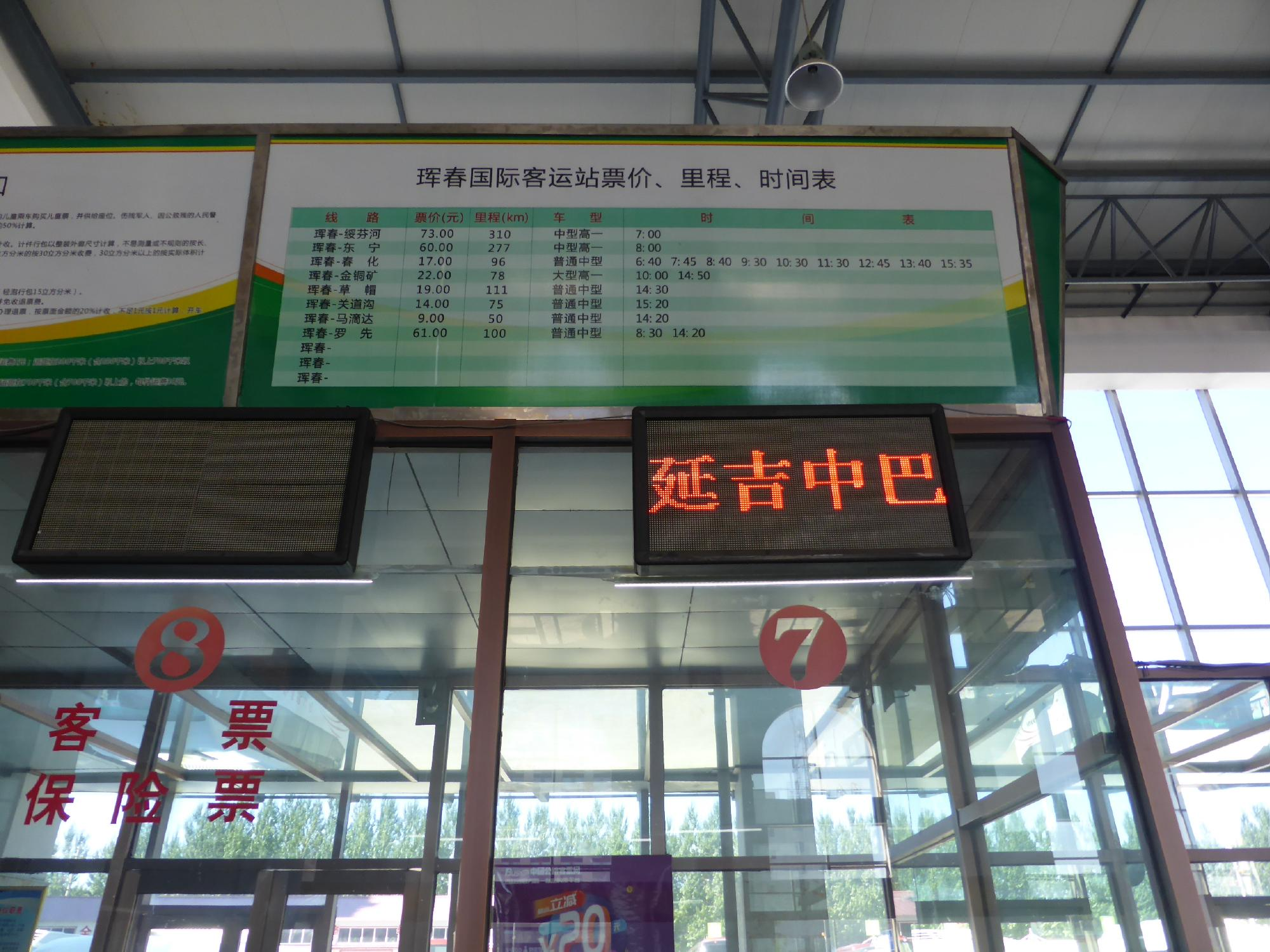
時刻表

## 観光

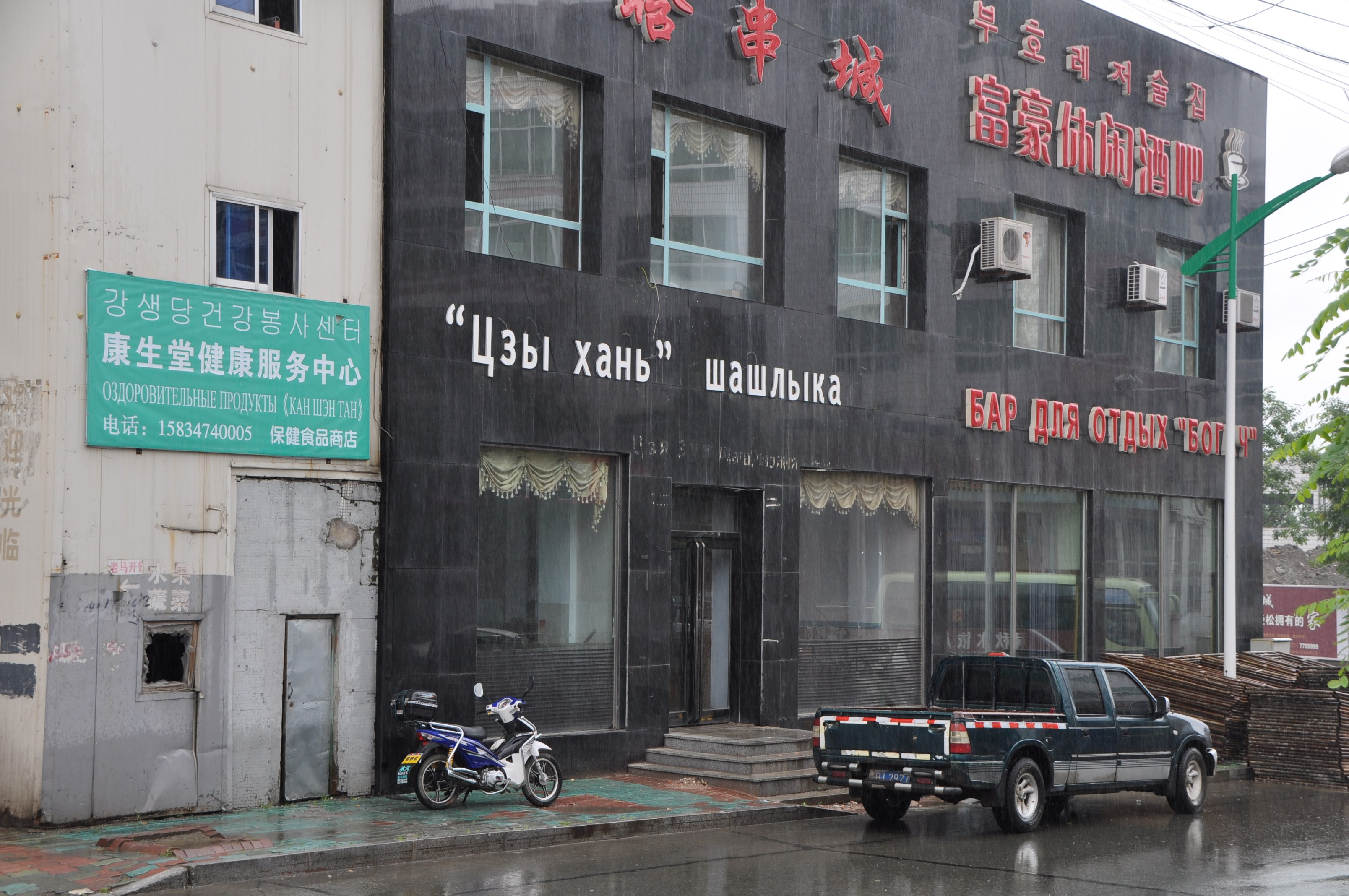
琿春市のレストランは朝鮮語、中国語、ロシア語で、英語は含まず。

- 朝鮮・ロシア友情橋 - 防川風景区内にある展望台からこの橋と15km先の日本海を望める。
- 八連城 - 渤海の都市の一つ東京龍原府と推測されている。
- 甩湾子橋 - 密江郷にある、北朝鮮側が崩落した橋。ソ連侵攻時に日本軍が爆破したと言われている。
- 圏河口岸 - 敬信鎮にある1937年に竣工した図們江大橋があり中朝国境のゲートである。中国人の北朝鮮観光の玄関口でもある。
- 琿春口岸 - 吉林省唯一の対ロシア税関で琿春市街地の南東側の長嶺子にあり、国境沿いに少し南に下ると図琿線の長嶺子交接所がある。
- 琿春中俄互市貿易市場 - 琿春口岸付近にあるロシア人向けの市場。

- 沙坨子口岸 - 三家子満族郷沙坨子にある規模は小さい国境税関。
- 張鼓峰事件紀念館 - 張鼓峰事件の舞台となった敬信鎮防川村にある。標高150mの張鼓峰から比較的近い場所にある。

### 甩湾子橋

甩湾子橋
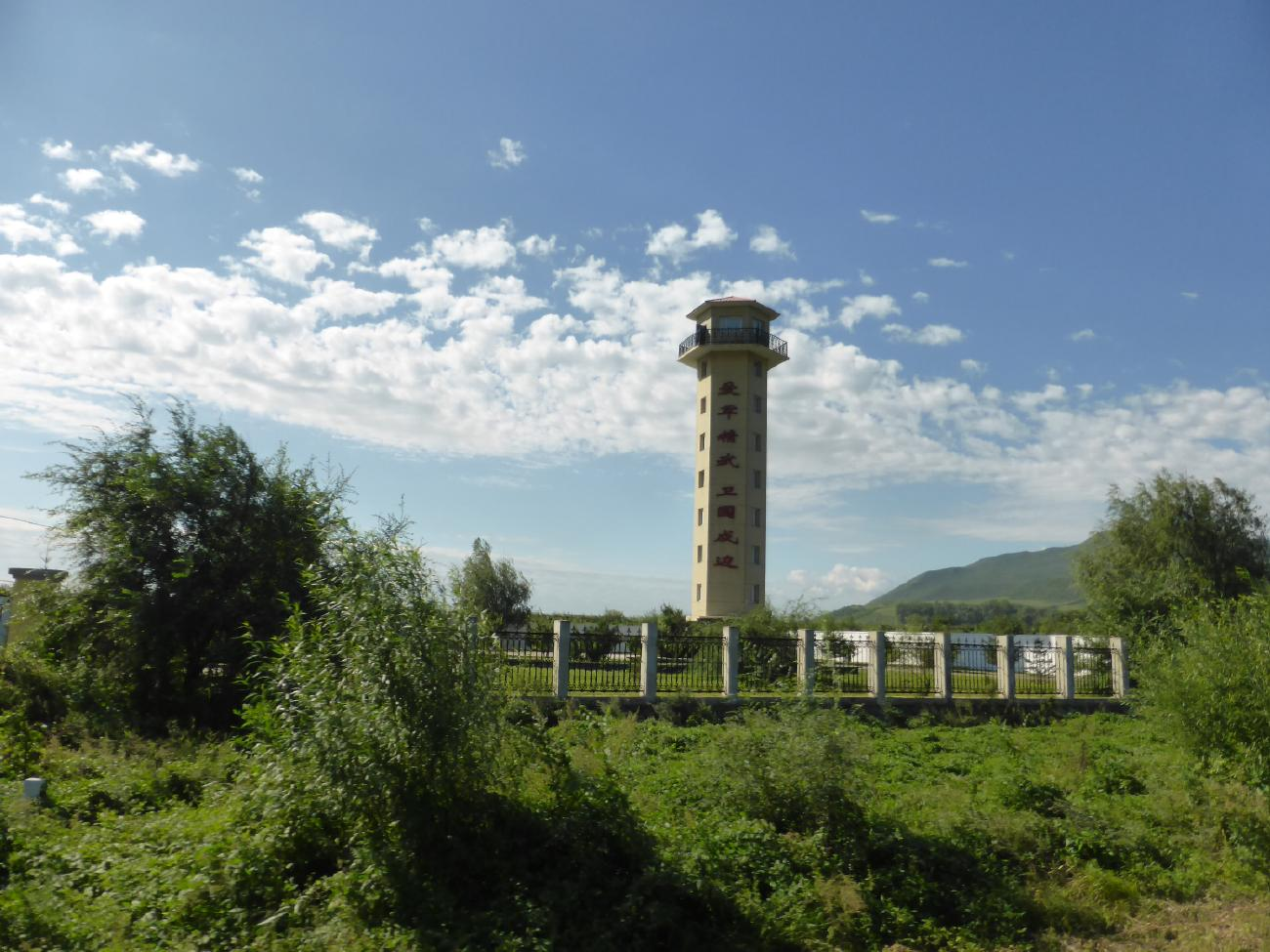
ほど近い監視塔
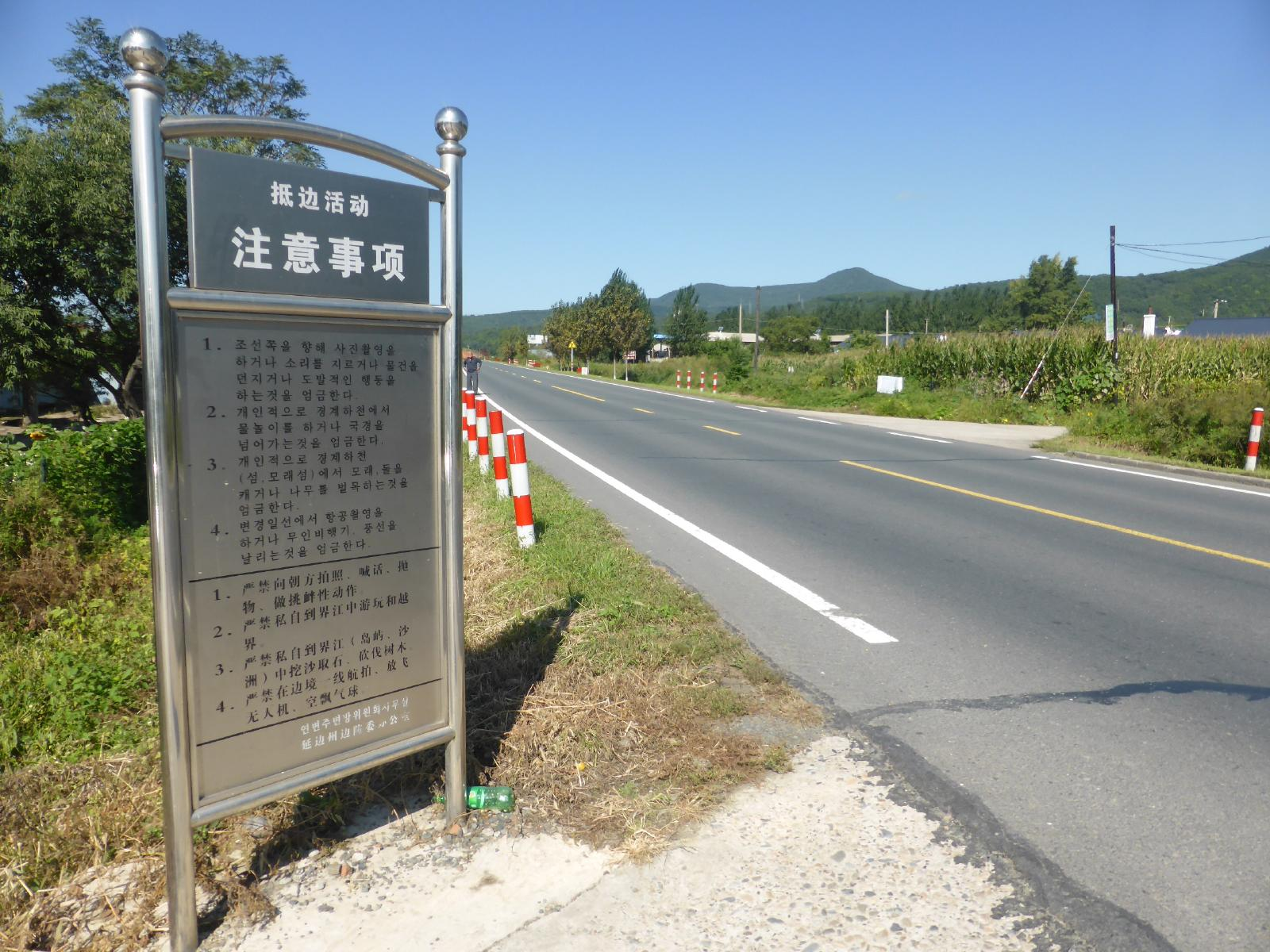
国道302号線脇に立つ見学の注意事項
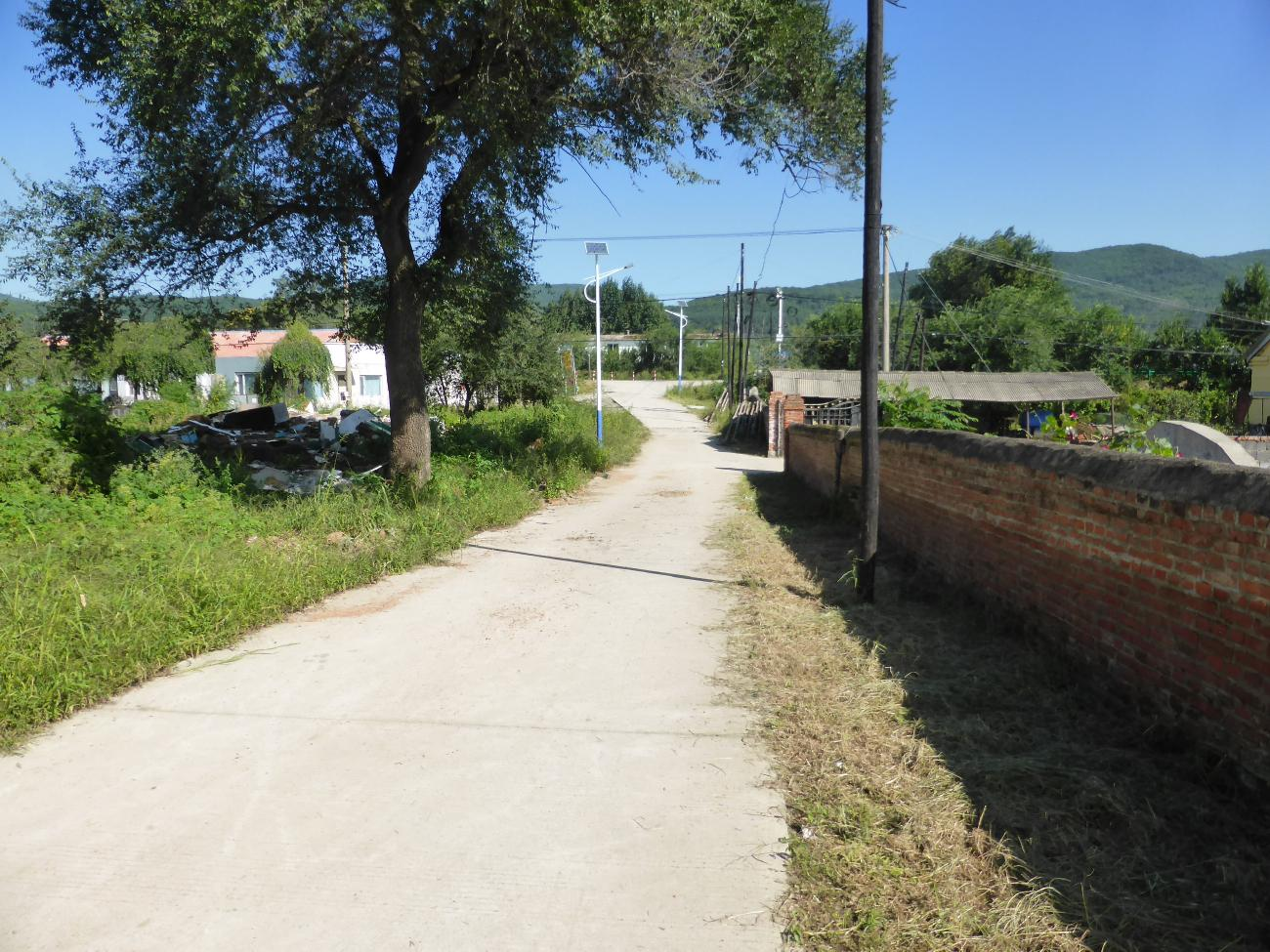
国道302号線へ続く細道
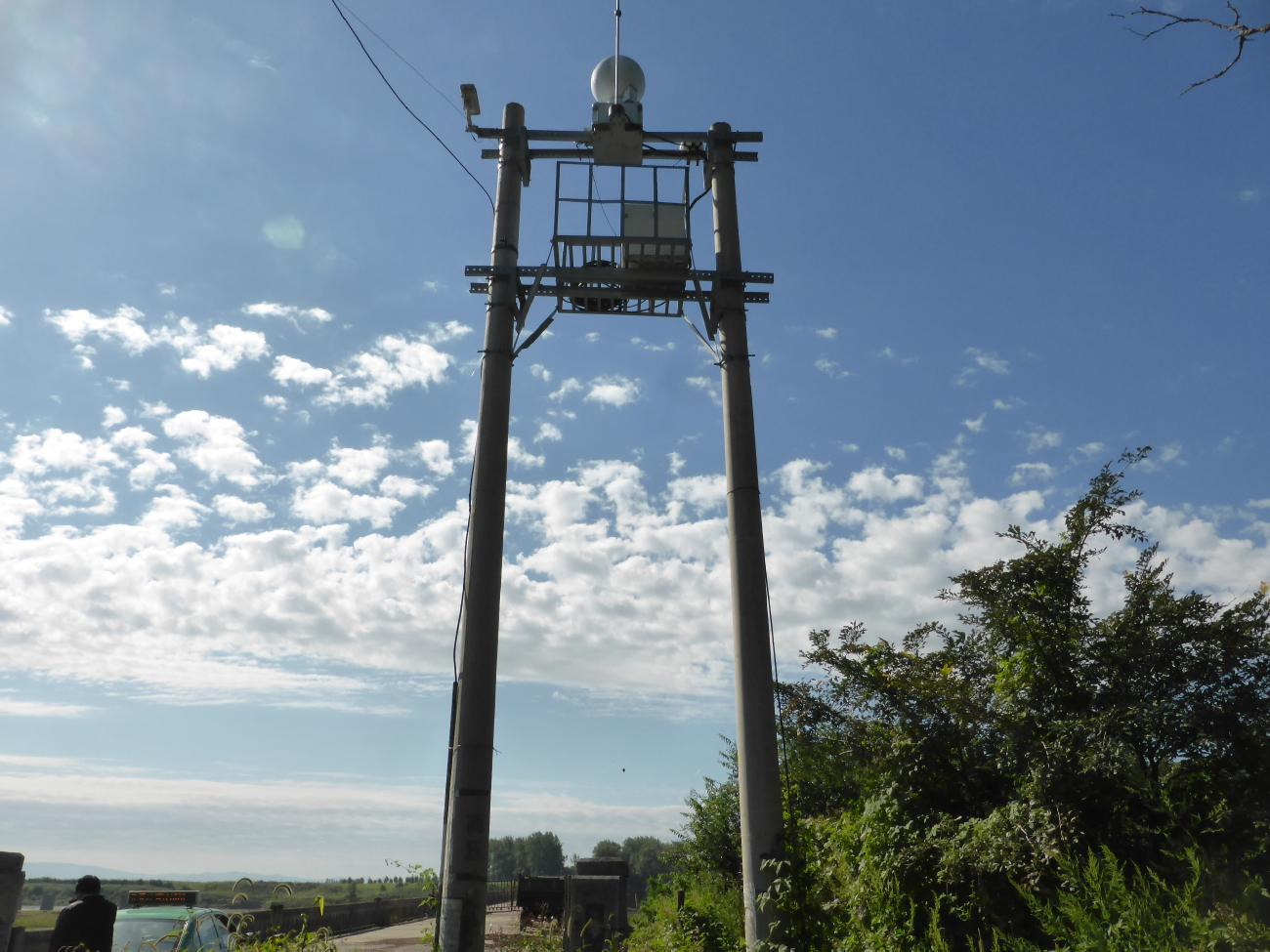
橋の監視カメラ
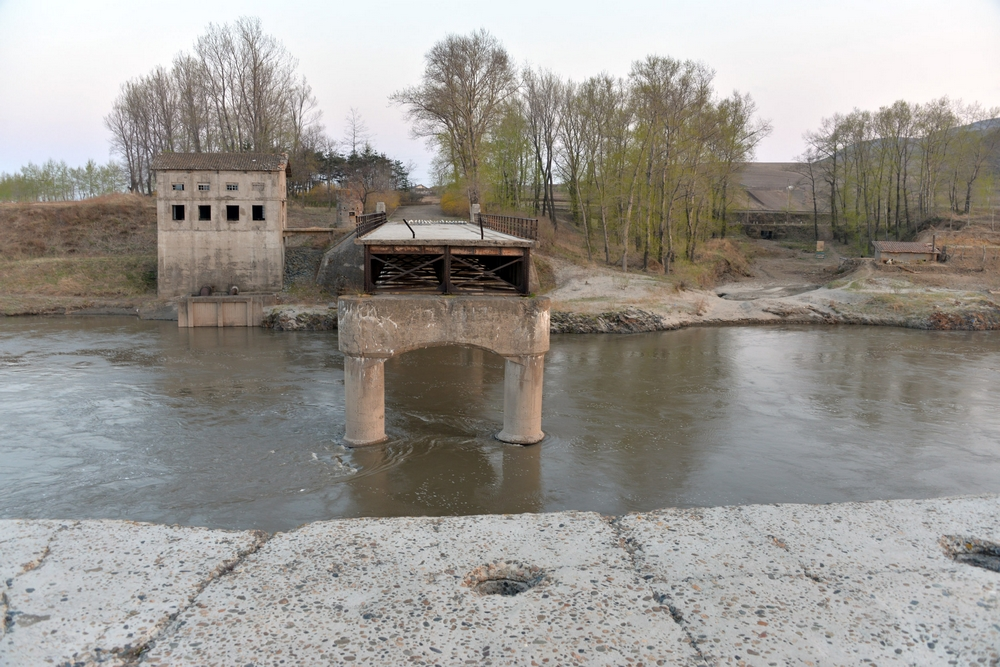
琿春市英安の甩湾子橋 （断橋）
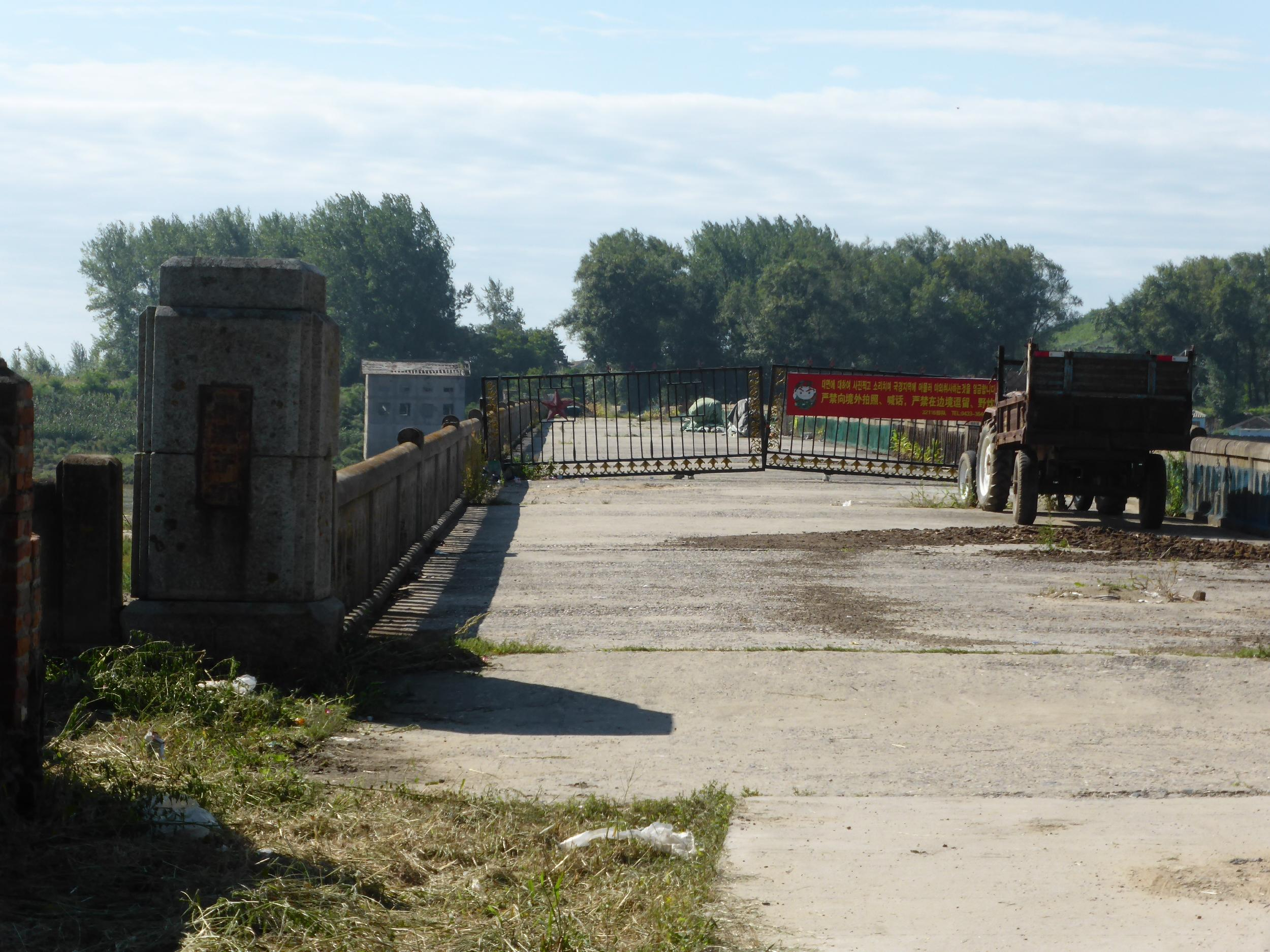
橋は写真撮影禁止
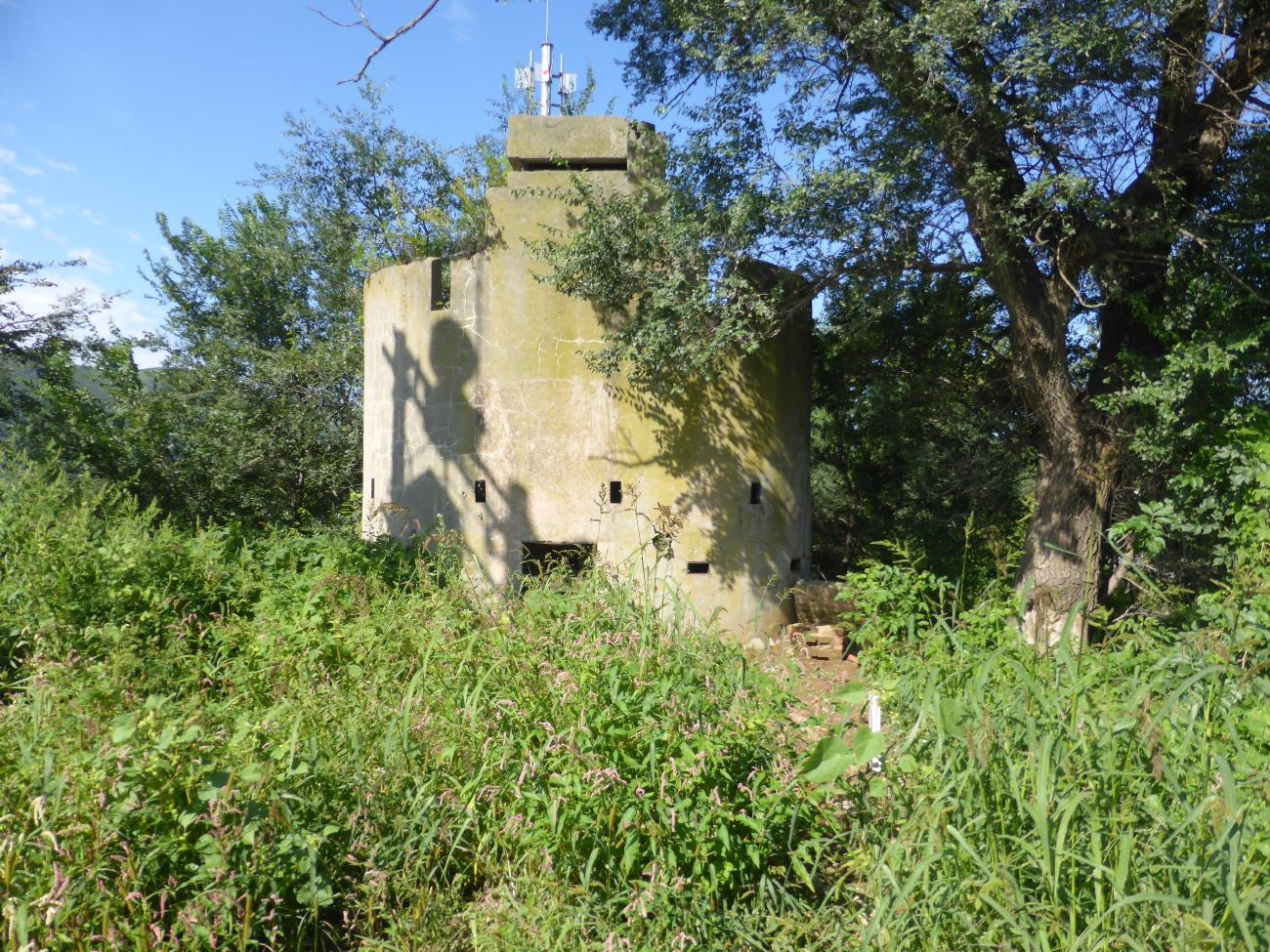
中国側に残るトーチカ
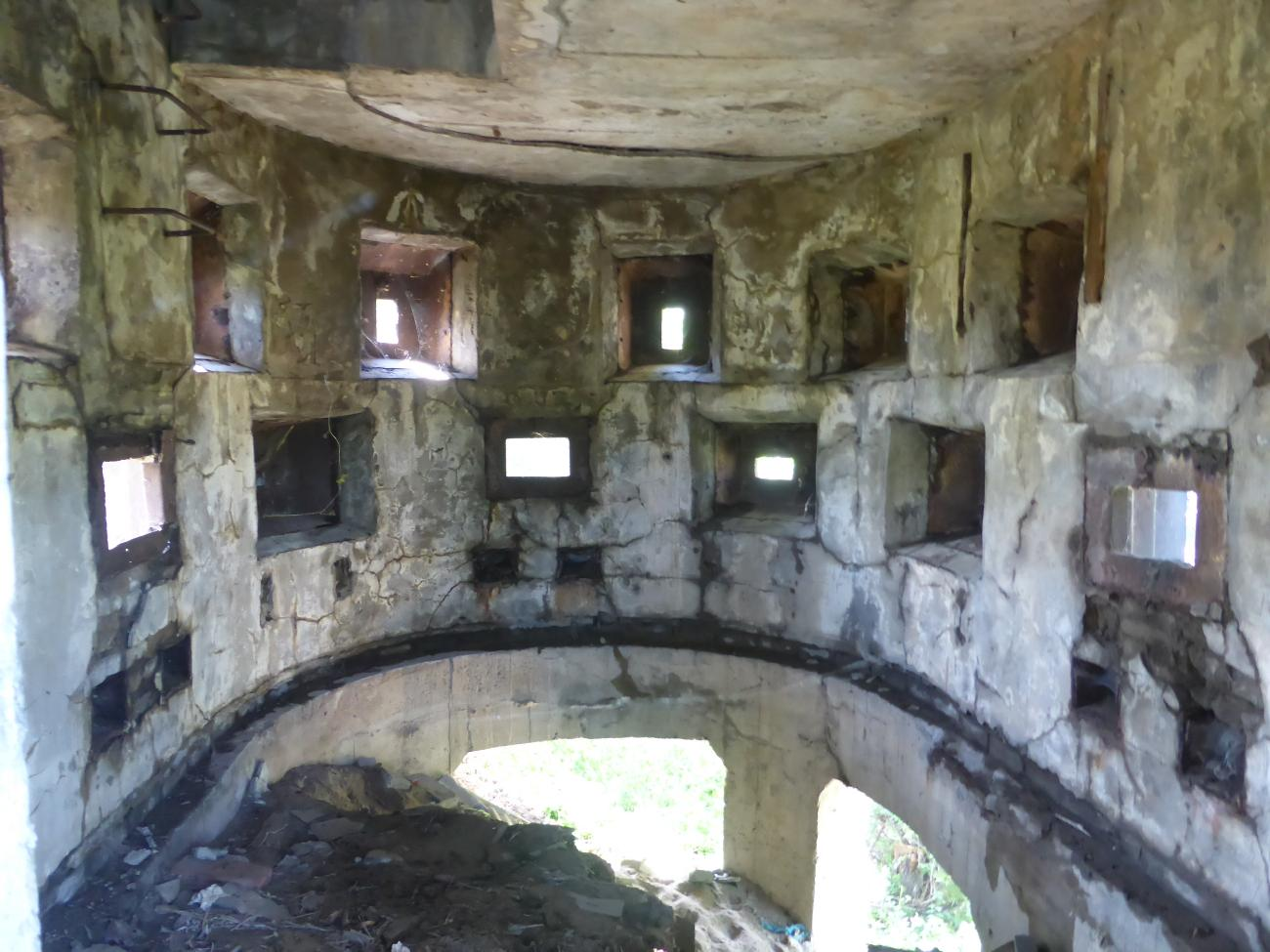
中国側のトーチカ内部
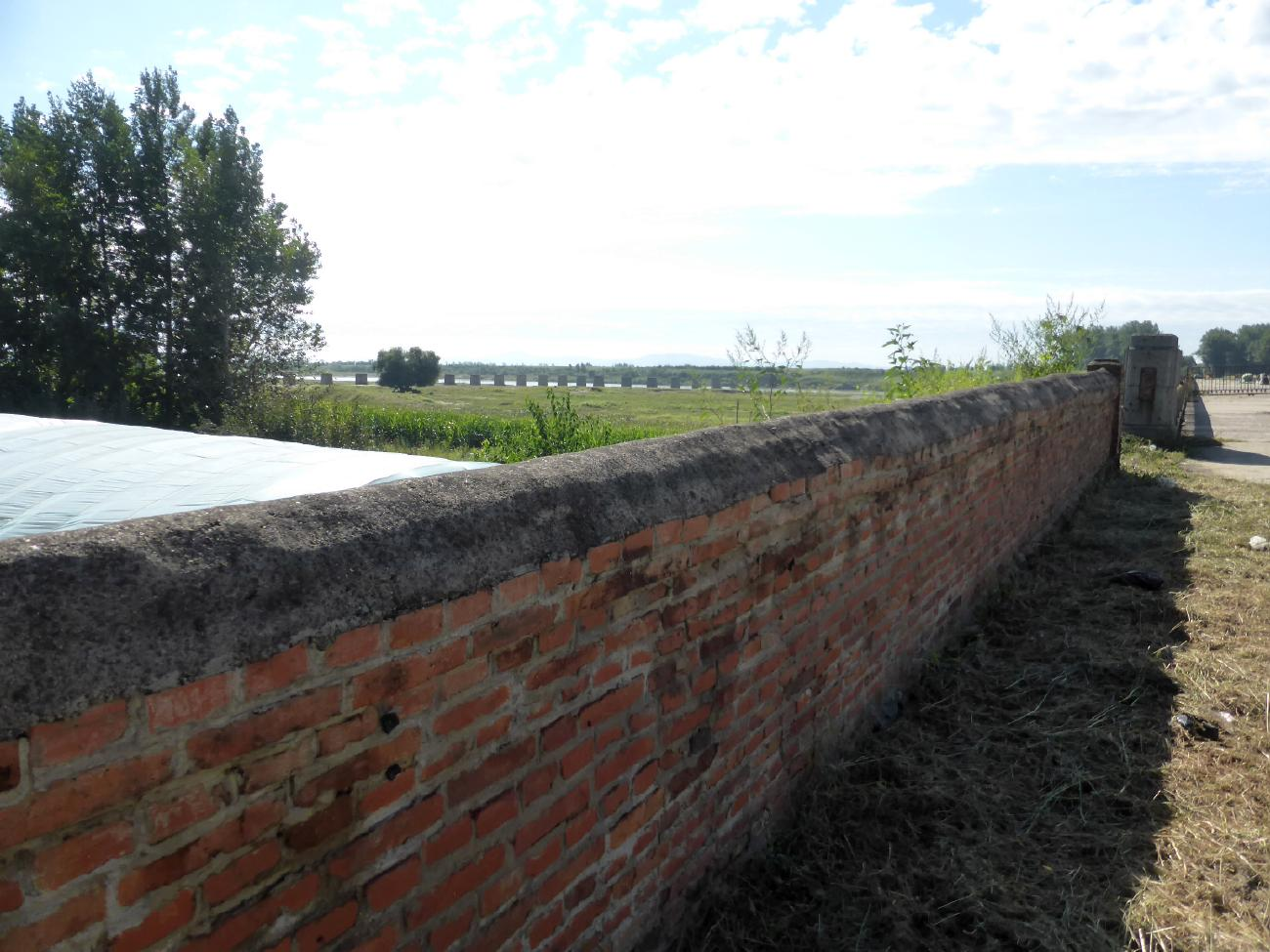
橋の近くにある旧琿春鉄路

## 経済
1990年7月に中国長春市で開かれた国際会議での吉林省副秘書長の丁士晟の提案を受け、国連開発計画の主導で進められている図們江地域開発の拠点都市であり、金大中元韓国大統領の太陽政策で韓国企業が多数進出した。

## 友好都市
- 日本国鳥取県境港市
- 日本国新潟県上越市

## ギャラリー

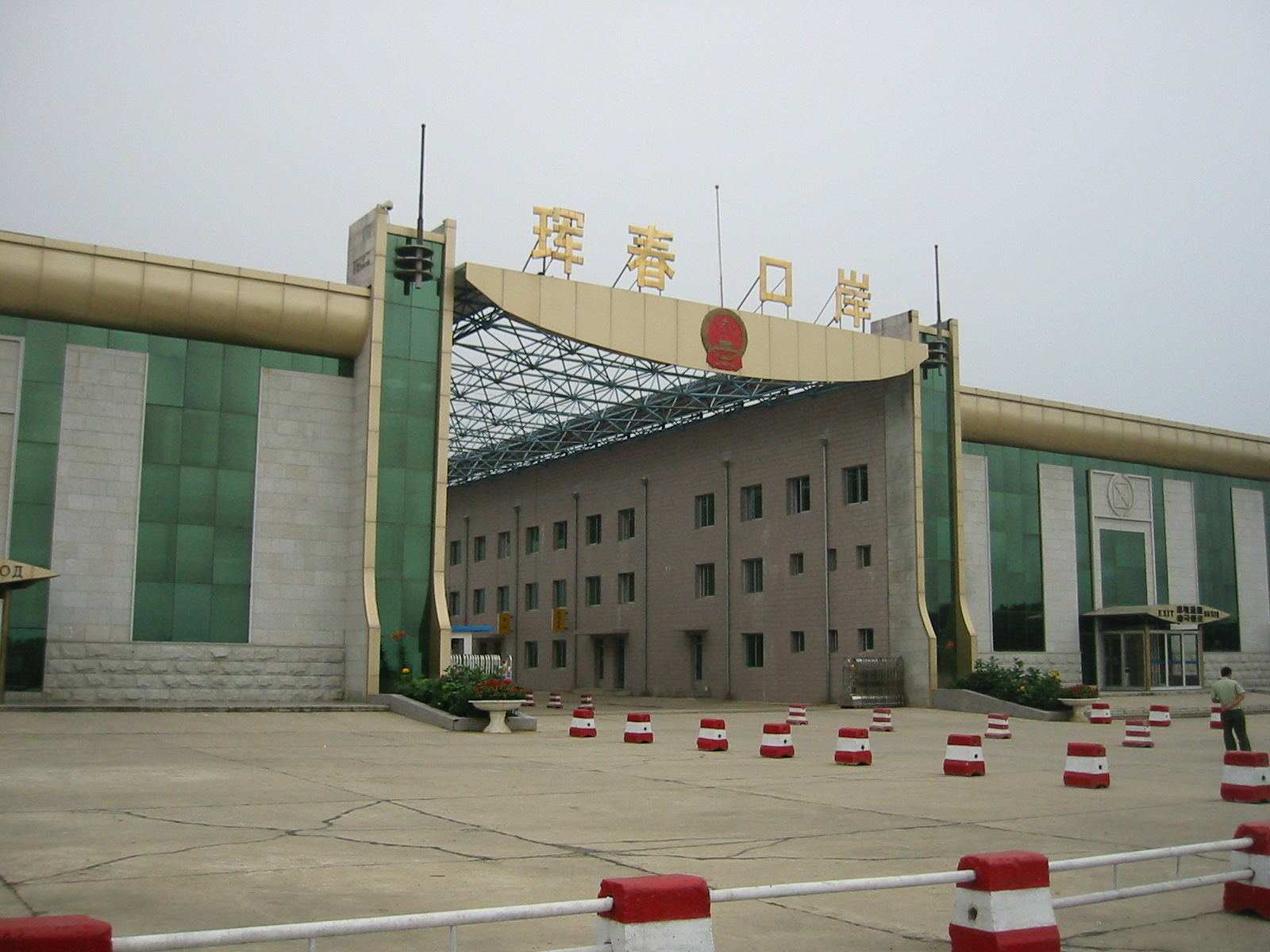
琿春口岸
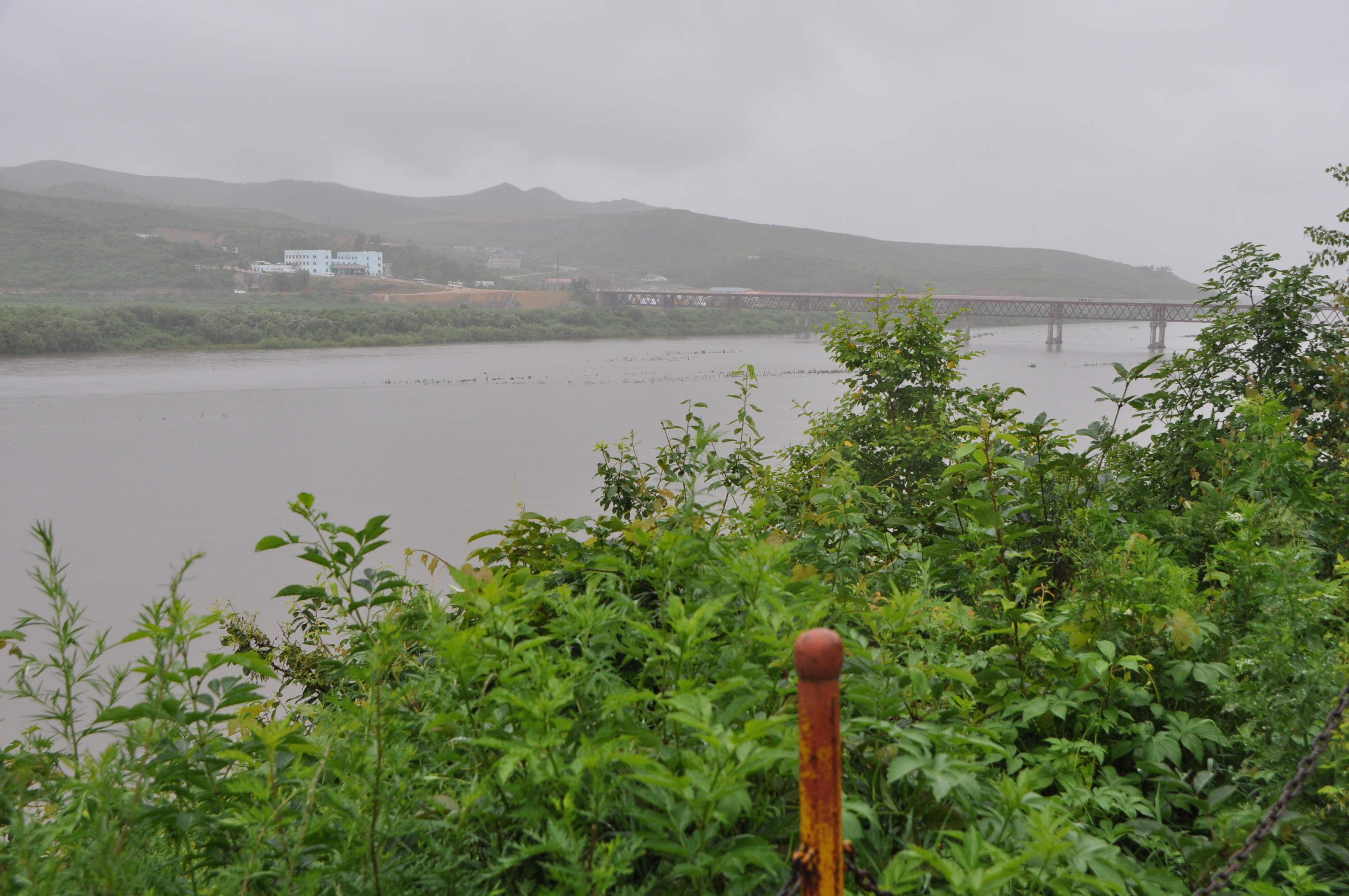
圏河口岸
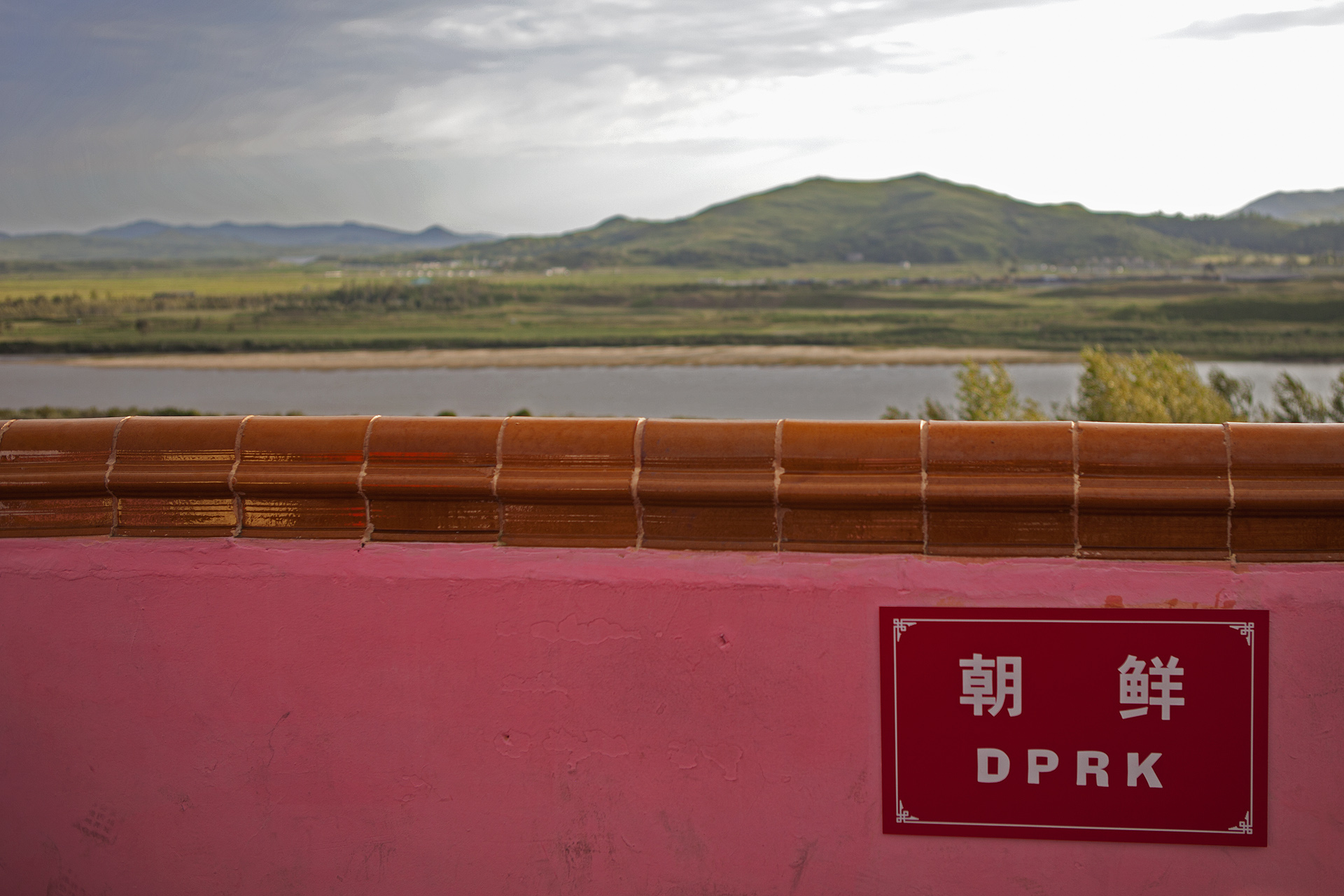
防川三カ国国境
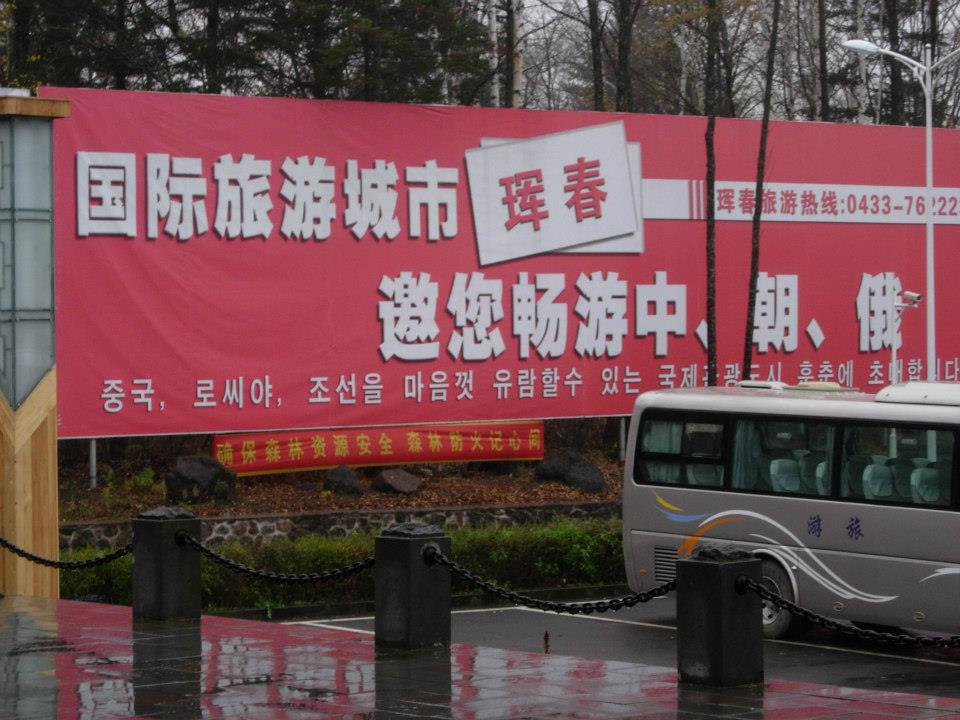
琿春の街角
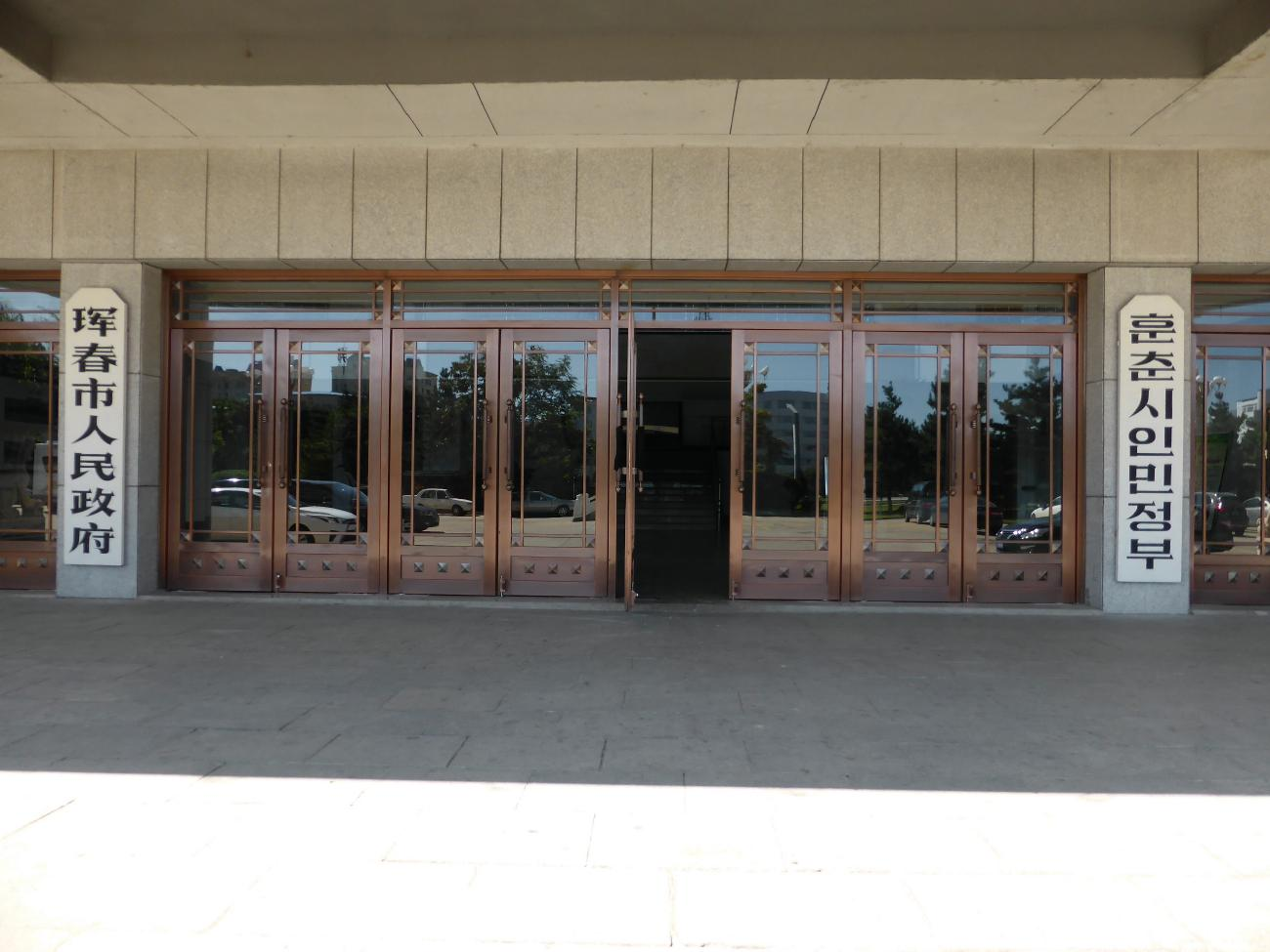
琿春市政府正面玄関
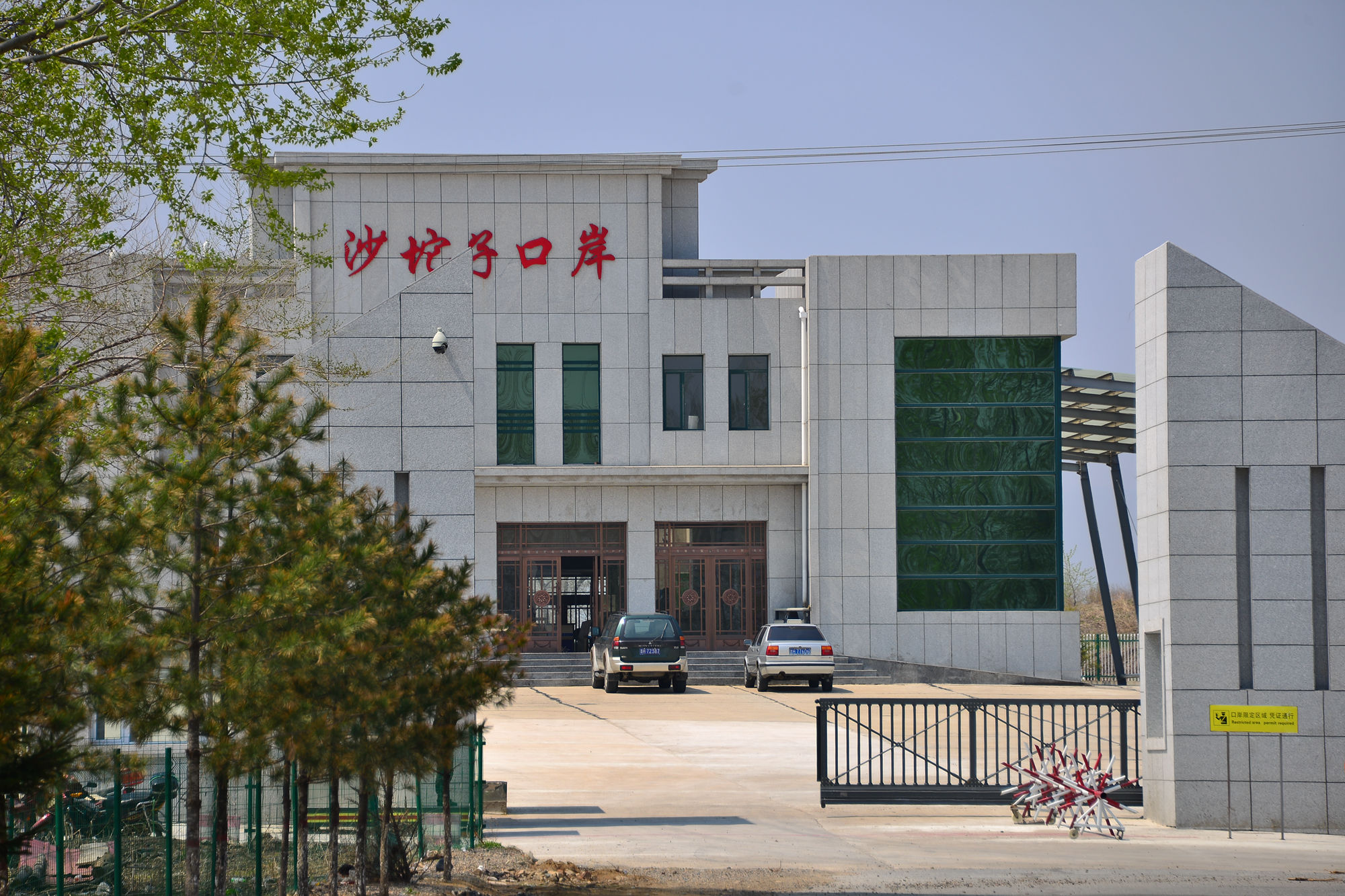
琿春市三家子満族郷の沙坨子口岸
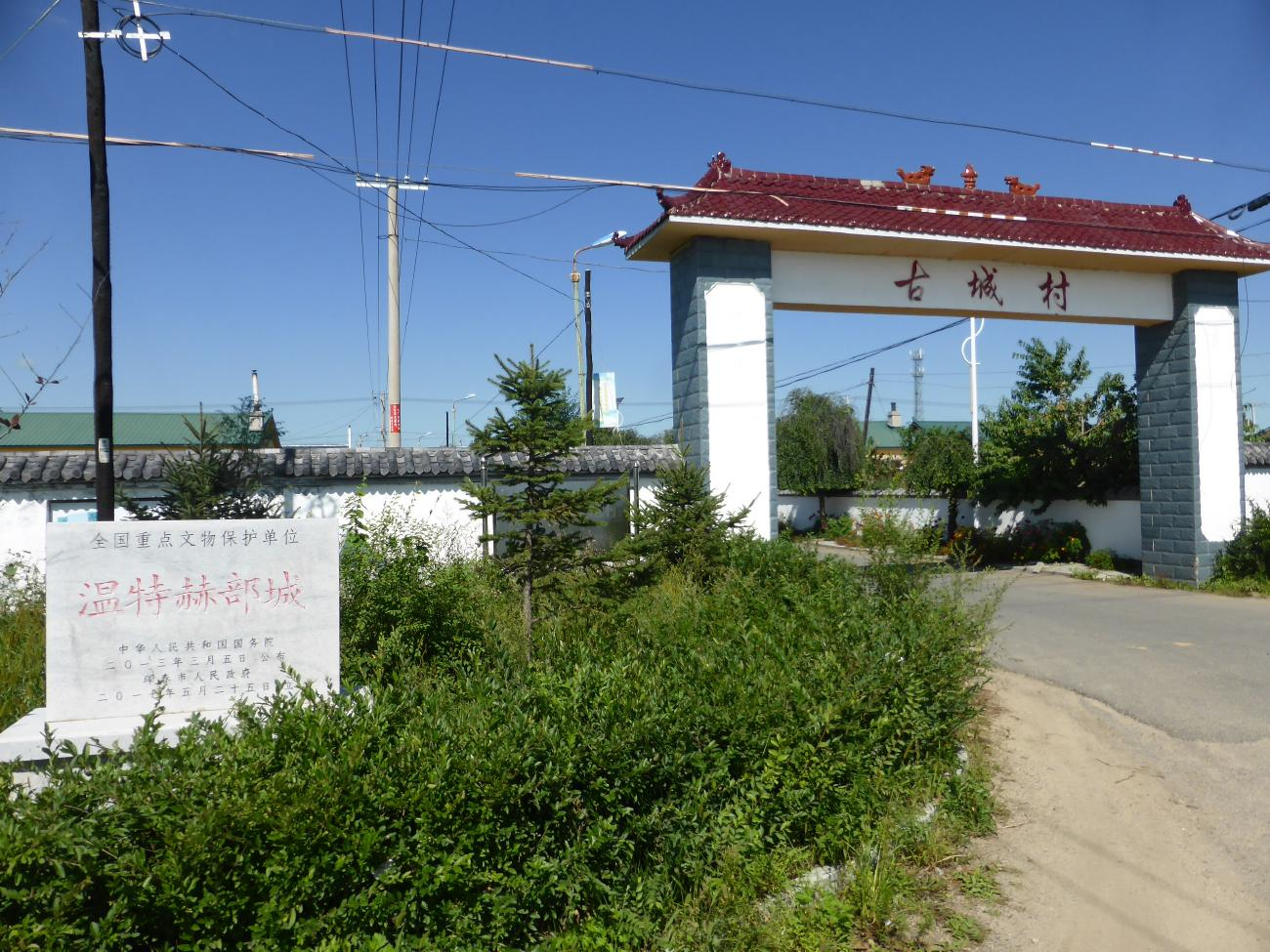
沙坨子口岸の近くにある古城村